# Legionslager bei Bedburg-Hau-Till
Das Römische Legionslager bei Bedburg-Hau-Till befindet sich im Bereich der Höfe Kapitelshof und Westrichhof in Till-Moyland, Bedburg-Hau. Die Entdeckung fand durch den Luftbildarchäologen Baoquan Song, Ruhr-Universität Bochum, statt. Der Fund wurde im November 2015 bekannt gegeben. Die Anlage weist eine Länge von 500 Metern und eine Breite von etwa 370 Metern auf.
Die kommenden Grabungen und Forschungsarbeiten werden aus einem Sonderprogramm für die Vorbereitung des UNESCO-Welterbeantrages zum Niedergermanischen Limes des Landes Nordrhein-Westfalen bezahlt.